# Crustulina scabripes
Crustulina scabripes là một loài nhện trong họ Theridiidae.
Loài này thuộc chi Crustulina. Crustulina scabripes được Eugène Simon miêu tả năm 1881.